# Senecioninae
Senecioninae es una de las 5 subtribus de la tribu Senecioneae perteneciente a la familia de  las asteráceas. Comprende 92 géneros.

## Géneros
Contiene los siguientes géneros:
- Adenostyles Cass. (9 spp.)
- Antillanthus B.Nord.
- Arbelaezaster Cuatrec.
- Arrhenechthites Mattf.
- Austrosynotis C.Jeffrey
- Bethencourtia Choisy
- Bolandia G.Cron (2 spp.)
- Cabreriella Cuatrec.
- Cadiscus E.Mey. ex DC. (1 sp.)
- Canariothamnus B. Nord. (1 sp.)
- Caucasalia B.Nord.
- Caxamarca M.O.Dillon & Sagást. (1 sp.)
- Charadranaetes J.Janovec & H.Rob.
- Cineraria L.
- Cissampelopsis (DC.) Miq.
- Crassocephalum Moench
- Culcitium Humb. & Bonpl.
- Curio P.V.Heath
- Dauresia B.Nord. & Pelser
- Delairea Lem. (1 sp.)
- Dendrocacalia (Nakai) Nakai ex Tuyama
- Dendrophorbium (Cuatrec.) C.Jeffrey (71 spp)
- Dendrosenecio (Hauman ex Hedberg) B.Nord. (11 spp.)
- Digitacalia Pippen
- Dolichorrhiza (Pojark.) Galushko
- Dorobaea Cass.
- Ekmaniopappus A.Borhidi
- Elekmania B.Nord
- Emilia (Cass.) Cass.
- Erechtites Raf.
- Eriotrix Cass.
- Faujasia Cass.
- Faujasiopsis C.Jeffrey
- Garcibarrigoa Cuatrec.
- Graphistylis B.Nord.
- Gynura Cass.
- Herodotia Urb. & Ekm.
- Herreranthus B.Nord. (1 sp.)
- Hoehnephytum Cabrera
- Hubertia Bory
- Humbertacalia C.Jeffrey
- Ignurbia B.Nord. (1 sp.)
- Io B.Nord.
- Iocenes B.Nord.
- Iranecio B.Nord.
- Jacmaia B.Nord.
- Jacobaea Mill. (43 spp.)
- Jessea H.Rob. & Cuatrec.
- Kleinia Mill.
- Lachanodes DC.
- Lamprocephalus B.Nord. (1 sp.)
- Lasiocephalus Schlecht.
- Leonis B.Nord.
- Lomanthus B.Nord.& Pelser
- Lordhowea B.Nord.
- Lundinia B.Nord. (1 sp.)
- Mattfeldia Urb.
- Mesogramma DC (1 sp.)
- Mikaniopsis Milne-Redh.
- Misbrookea V.A.Funk
- Monticalia C.Jeffrey
- Nelsonianthus H.Rob. & Brettell
- Nesampelos B.Nord.
- Oldfeltia B.Nord. & Lundin
- Oligothrix DC. (1 sp.)
- Oresbia G.Cron & B.Nord
- Packera A.Löve & D.Löve (65 spp.)
- Paracalia Cuatrec.
- Parafaujasia C.Jeffrey
- Pentacalia Cass. (225 spp.)
- Pericallis D.Don in Sweet
- Phaneroglossa B.Nord. (1 sp.)
- Pippenalia McVaugh
- Pladaroxylon (Endl.) Hook. f.
- Pojarkovia Askerova
- Psacaliopsis H.Rob. & Brettell
- Pseudogynoxys (Greenm.) Cabrera
- Rockhausenia D.J.N.Hind
- Rugelia Shuttlew. ex Chapm (1 sp.)
- Scrobicaria Cass.
- Senecio L.
- Shafera Greenm.
- Solanecio (Sch.Bip.) Walp.
- Steirodiscus Less.
- Stilpnogyne DC. (1 sp.)
- Synotis (C.B.Clarke) C.Jeffrey & Y.L.Chen
- Talamancalia H.Rob. & Cuatrec.
- Villasenoria B.L.Clark
- Werneria Kunth
- Xenophyllum V.A.Funk
- Yermo Dorn (1 sp.)
- Zemisia B.Nord. (1 sp.)